# Одинокий голубь (мини-сериал)
«Одинокий голубь» (англ. Lonesome Dove) — телевизионный мини-сериал, основанный на одноимённом романе Ларри МакМёртри, получившем Пулитцеровскую премию в 1985 году. Премьера вышла на экраны 5 февраля 1989 года на канале CBS. Фильм получил множество телевизионных премий.

## Сюжет

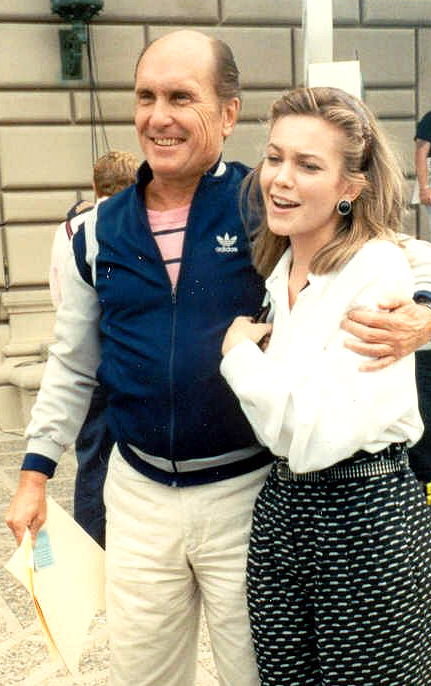
Роберт Дюваль и Дайан Лейн на 41-й церемонии вручения премии «Эмми» в Пасадене 17 сентября 1989 года

Главные герои, капитан Огастас «Гас» Маккри (Роберт Дюваль) и капитан Вудро Ф. Колл (Томми Ли Джонс), в прошлом известные техасские рейнджеры, живут в маленьком и пыльном городке у реки Рио-Гранде, на самой границе Техаса с Мексикой, носящем название Лонсом Дав, что означает «Одинокий голубь».
Отважный воин и меткий стрелок, Гас по природе своей галантен и обаятелен. Он любит женщин, и те всегда отвечают ему взаимностью, но он дважды вдовец и никогда больше не женится на любви всей своей жизни — Кларе Аллен (Анжелика Хьюстон). Хотя Гас предлагал ей много раз вступить с ним в союз, она каждый раз ему отказывала, потому что ревнует его к тем годам, которые он провел без неё. Она привыкла к спокойной жизни с мужем-инвалидом и дочками в собственном поместье в окрестностях Огаллалы в Небраске, а он ленив и склонен к странствиям и приключениям.
В противоположность своему другу, капитан Колл — прирождённый лидер, суровый, немногословный и нелюдимый, упорно старающийся позабыть свою покойную подругу, проститутку Мэгги и, до поры до времени, упорно отказывающийся признавать прижитого с ней сына Ньюта (Рикки Шродер).
История начинается, когда Джейк Спун (Роберт Урих), бывший товарищ по оружию Колла и Маккри, бесшабашный бродяга и карточный игрок, появляется в городке после отсутствия на протяжении более чем десяти лет. Выясняется, что он случайно застрелил стоматолога в Форт Смите в Арканзасе. Тамошние власти разыскивают его, а братом погибшего является шериф Джонсон (Крис Купер), нерешительный и застенчивый человек, не сумевший найти общий язык со своей ветреной супругой Эльмирой (Гленн Хидли).
Встретившись с Гасом и Коллом, Джейк вовлекает их в очередную авантюру: собрать стадо крупного рогатого скота и перегнать его в Монтану, на пограничную территорию, для организации там первого ранчо. Ему удаётся уговорить Лорену Вуд (Дайан Лейн), красотку из местного салуна, отправиться вместе с ним, с тем, чтобы на полпути свернуть и доставить её в город её мечты — Сан-Франциско. Тем временем в Форт Смите сестра погибшего врача уговаривает Джонсона отправиться на поиски убийцы в Техас, захватив с собой приёмного сынишку…
Решительные Гас и Вудро готовятся к походу на север, предварительно украв в соседней Мексике стадо лошадей на продажу. Обзаведясь запасами воды, провианта и рекрутировав почти всех жителей городка мужского пола, включая пожилого рейнджера Пи Ай Паркера (Тимоти Скотт), чёрного скаута Джошуа Дица (Дэнни Гловер), юного Ньюта, а также ковбоев Диша Богетта (Даниэль Б. Суини), Липпи Джонса (Уильям Сандерсон), Джона Манки (Мэттью Коулз) и Джаспера Фанта (Барри Табб), они отправляются на север на поиски приключений. На нелёгком пути им приходится пережить голод и жажду, холод и стихийные бедствия, вступать в схватки с бандитами и индейцами, терять старых и находить новых друзей, наказывать преступников и спасать невинных.
Но когда, наконец, они достигают вожделённой Монтаны, оказавшейся далеко не «райским уголком», Вудро приходится отдать своему верному другу и соратнику Гасу последний долг…

## В ролях
| Актёр                        | Роль                             |
| ---------------------------- | -------------------------------- |
| Роберт Дюваль                | Огастас «Гас» Маккри             |
| Томми Ли Джонс               | Вудро Ф. Колл                    |
| Дэнни Гловер                 | Джошуа Диц                       |
| Дайан Лейн                   | Лорена Вуд                       |
| Роберт Урих                  | Джейк Спун                       |
| Тимоти Скотт                 | Пи Ай Паркер                     |
| Леон Сингер                  | Боливар                          |
| Хорхе Мартинес де Ойос       | По Кампо                         |
| Фредерик Форрест             | Голубая Утка                     |
| Д. Б. Суини                  | Диш Боггетт                      |
| Рикки Шродер                 | Ньют Доббс                       |
| Анжелика Хьюстон             | Клара Аллен                      |
| Кристофер «Крис» Купер       | шериф Джулай Джонсон             |
| Гленн Хедли                  | Эльмира Джонсон, жена шерифа     |
| Уильям Сандерсон             | Липпи Джонс                      |
| Барри Табб                   | Джаспер Фант                     |
| Мэттью Коулз                 | Джон Манки                       |
| Стивен Винсент «Стив» Бушеми | Люк                              |
| Мэттью Коулз                 | Манки Джон                       |
| Барри Корбин                 | Роско Браун                      |
| Нина Семашко                 | Дженни                           |
| Джордан Лунд                 | Хатто                            |
| Гэвэн О’Херлихи              | Дэн, главарь конокрадов          |
| Марго Мартиндейл             | проститутка Бизониха из Огаллалы |
| Рон Уэйанд                   | старый Хью                       |

## Награды и номинации
- 1989 — 7 премий «Эмми»: лучшая режиссура мини-сериала или телефильма (Саймон Уинсер), лучшая музыка для мини-сериала или телефильма (Бэзил Поледурис), лучший кастинг для мини-сериала или телефильма (Линн Крессел), лучшие костюмы для мини-сериала или телефильма (Ван Бротон Рэмзи), лучший грим для мини-сериала или телефильма, лучшая запись звука, лучший звуковой монтаж. Кроме того, лента была номинирована ещё в 12 категориях.
- 1990 — две премии «Золотой глобус» за лучший мини-сериал или телефильм и за лучшую мужскую роль в мини-сериале или телефильме (Роберт Дюваль), а также номинации в категориях «лучшая мужская роль второго плана в сериале, мини-сериале или телефильме» (Томми Ли Джонс) и «лучшая женская роль второго плана в сериале, мини-сериале или телефильме» (Анжелика Хьюстон).
- 1990 — премия Пибоди.
- 1990 — премия Гильдии сценаристов США за лучшую адаптацию крупной формы (Уильям Уиттлифф).
- 1990 — номинация на премию Гильдии режиссёров США за лучшую режиссуру в драматическом телефильме (Саймон Уинсер).

## Другие сериалы цикла
Кроме того, в рамках цикла «Одинокий голубь» писателя Ларри МакМёртри создано ещё четыре мини-сериала: «Одинокий голубь: Возвращение» (1993), «Улицы Ларедо» (1995), «Прогулка мертвеца» (Dead Man’s Walk, 1996), «Луна команчей» (Comanche Moon, 2008).